# Faculdade do Atlântico Norte
A Faculdade do Atlântico Norte ou CNA (em inglês: College of the North Atlantic), é um dos maiores centros de ensino pós-secundário e de treinamento de habilidades no Canadá Atlântico, com uma história que remonta a 50 anos. A faculdade tem 17 locais de campus em toda a província de Terra Nova e Labrador, várias universidades parceiras na China e opera uma faculdade de educação técnica para o Estado do Catar no Oriente Médio. A legislação que a permite é a Lei da Faculdade.
A sede da faculdade e do campus da Baía de São Jorge está localizada em Stephenville, na costa oeste da parte insular de Terra Nova e Labrador. A Faculdade do Atlântico Norte oferece quase 100 ofertas de programas em tempo integral e mais de 300 cursos em tempo parcial para cerca de 25.000 alunos a cada ano.